# Melampyrum pratense subsp. latifolium
Melampyrum pratense subsp. latifolium é uma subespécie de planta com flor pertencente à família Scrophulariaceae. 
A autoridade científica da subespécie é Schübl. & G. Martens, tendo sido publicada em Fl. Würtemberg 401 (1834).

## Portugal
Trata-se de uma subespécie presente no território português, nomeadamente em Portugal Continental.
Em termos de naturalidade é nativa da região atrás indicada.

## Protecção
Não se encontra protegida por legislação portuguesa ou da Comunidade Europeia.